# Грач, Рафаэль Давыдович
Рафаэль Давыдович Грач (6 августа 1932, Мурыгино, Кировская область — 14 июня 1982, Москва) — советский конькобежец, специалист по бегу на 500 м, двукратный призёр Олимпийских игр. Чемпион СССР на 500 м (1960). Член КПСС с 1962 года.

## Результаты на Олимпийских играх
- Серебряный призёр Олимпиады-1956 в Кортина д'Ампеццо,
- Бронзовый призёр Олимпиады-1960 в Скво-Вэлли,
- На Олимпиаде-1964 в Инсбруке — 10-е место.

## Участие на чемпионатах СССР
Рафаэль Грач участвовал на нескольких чемпионатах СССР в классическом многоборье, где добивался подиумов и победы в 1960 только на дистанции 500 метров.
- 1956 — 2-е место на 500 м
- 1957 — 2-е место на 500 м, 6-е в многоборье
- 1958 — 3-е место на 500 м
- 1959 — 3-е место на 500 м
- 1960 — 1-е место на 500 м
- 1961 — 6-е место на 500 м
- 1963 — 4-е место на 500 м, 19-е на 1500 м

## Награды
- Медаль «За трудовое отличие» (16.09.1960) — за успешные выступления в XVII летних и VIII зимних Олимпийских играх 1960 года, а также за выдающиеся спортивные достижения[2]

## Семья
Супруга Грач(Зотова) Алида Алексеевна 1935 г. рождения. Награждена Почётным знаком «Мастер спорта СССР».
Сын Евгений 1959 г. рождения. Мастер Спорта Международного Класса по скоростному бегу на коньках.
Младший сын Алексей 1967 г. рождения.